# Empire Slovak Open
Empire Slovak Open — женский профессиональный международный теннисный турнир, проходящий весной в словацком городе Трнава на грунтовых кортах. С 2009 года относится к женской взрослой серии ITF с призовым фондом 100 тысяч долларов и турнирной сеткой, рассчитанной на 32 участницы в одиночном разряде и 16 пар.

## Общая информация
Турниры профессиональных серий в трнавском TC Empire ведут свою историю с 2007 года, когда здесь было организовано соревнование мужской серии ATP Challenger; спустя пару лет местным организаторам удалось изыскать финансирование и на создание приза среди женщин: была выкуплена лицензия тура ITF и создано соревнование с призовым фондом в 25 тысяч долларов.
Первые призы входили в августовскую грунтовую серию, а в 2013 году турнир был переведён на весну. С 2011 года соревнование постепенно увеличивало свой призовой фонд: сначала до 50 тысяч долларов, а с 2014 года — до 100 тысяч.
Победители и финалисты
Приз достаточно быстро обрёл спортсменов, регулярно не только приезжавших на него, но и пробивавшихся на нём в решающие стадии. На первых трёх одиночных соревнованиях сразу две теннисистки смогли по два раза сыграть в титульном матче: Ивонн Мойсбургер завоевала два титула, а Сандра Заглавова — один. Схожим образом обстояло дело и в парном соревновании: Рената Ворачова в 2011-13 годах три сезона подряд не знала себе равных в парном призе ( каждый раз заявляясь в Трнаву с новой партнёршей ), а ещё несколько теннисисток играли в финале парного чемпионата по два раза.

## Финалы разных лет
| Год  | Чемпионка                  | Финалистка                 | Счёт        |
| ---- | -------------------------- | -------------------------- | ----------- |
| 2015 | Данка Ковинич              | Маргарита Гаспарян         | 7-5 6-3     |
| 2014 | Анна Каролина Шмидлова     | Барбора Заглавова-Стрыцова | 6-4 6-2     |
| 2013 | Барбора Заглавова-Стрыцова | Карин Кнапп                | 6-2 6-4     |
| 2012 | Анастасия Севастова        | Ана Савич                  | Без игры    |
| 2011 | Ивонн Мойсбургер (2)       | Елица Костова              | 0-6 6-2 6-0 |
| 2010 | Сандра Заглавова           | Ленка Юрикова              | 2-6 6-3 6-1 |
| 2009 | Ивонн Мойсбургер           | Сандра Заглавова           | 7-6(0) 7-5  |

| Год  | Чемпионки                               | Финалистки                          | Счёт       |
| ---- | --------------------------------------- | ----------------------------------- | ---------- |
| 2015 | Юлия Бейгельзимер Маргарита Гаспарян    | Александра Крунич Петра Мартич      | 6-3 6-2    |
| 2014 | Штефани Фогт Чжэн Сайсай                | Маргарита Гаспарян Евгения Родина   | 6-4 6-2    |
| 2013 | Мервана Югич-Салкич Рената Ворачова (3) | Яна Чепелова Анна Каролина Шмидлова | 6-1 6-1    |
| 2012 | Елена Богдан Рената Ворачова (2)        | Марта Домаховска Сандра Клеменшиц   | 7-6(2) 6-4 |
| 2011 | Жанетта Гусарова Рената Ворачова        | Яна Чепелова Ленка Винерова         | 7-6(2) 6-1 |
| 2010 | Ивета Герлова Луция Кригсманнова        | Михаэла Гончова Ленка Винерова      | 6-2 6-1    |
| 2009 | Сандра Клеменшиц Владимира Углиржова    | Михаэла Паштикова Дарина Седенкова  | 6-4 6-2    |